# 陈行耶稣堂
陈行耶稣堂位于中国上海市闵行区浦江镇陈恒路，为一座基督新教教堂，始建年代不详。1989年恢复聚会，1997年教堂完成改建，当年9月举行新堂献堂礼拜。

## 开放时间
主日8：00